# Hul Kimhuy
Hul Kimhuy (khm.: ហ៊ុល គឹមហ៊ុយ; * 7. April 2000 in der Provinz Takeo) ist ein kambodschanischer Fußballspieler auf der Position eines Torwarts. Seit 2019 steht er im Aufgebot des kambodschanischen Erstligisten Boeung Ket Angkor.

## Vereinskarriere

### Zeit an der Bati Youth Football Academy
Hul Kimhuy wurde am 7. April 2000 in der Provinz Takeo im Süden Kambodschas geboren. In seiner Jugend spielte er an der vom kambodschanischen Fußballverband betriebenen Bati Youth Football Academy, die ebenfalls in der Provinz Takeo beheimatet ist. Dort schaffte er im Jahr 2015 den Sprung in die Herrenmannschaft, eine U-18-Juniorenauswahl, die zu dieser Zeit in der zweithöchsten Fußballliga des Landes vertreten war. In der Mannschaft, die es jungen Spielern ermöglicht, in einer höheren Liga zu spielen und sich zudem auf internationale Turniere vorzubereiten, spielte er einige Jahre um den Aufstieg in die höchste Spielklasse Kambodschas. Während er mit der Mannschaft im Spieljahr 2016 als Drittplatzierter nur knapp am Aufstieg scheiterte, zog er mit dem Team 2017 auf dem zweiten Platz rangierend in die Play-offs ein. In diesen schaffte er es mit dem Team bis ins Finale und unterlag in diesem dem Visakha FC mit 0:2, wodurch ein Aufstieg abermals vereitelt wurde. Stattdessen zogen der Visakha FC und Soltilo Angkor in die nächsthöhere Fußballliga. Nachdem im Spieljahr 2018 kein Spielbetrieb in der zweithöchsten Spielklasse des Landes ausgetragen worden war, stieg die Bati Youth Football Academy zusammen mit Kirivong Sok Sen Chey und Kampong Cham, die allesamt vom Verband zur Teilnahme an der höchsten Liga eingeladen worden waren, am Ende des Spieljahres 2018 in die Cambodia League auf. Des Weiteren absolvierte er mit dem Team das Qualifikationsturnier zum Hun Sen Cup, dem kambodschanischen Fußballpokal. Als Sieger des Qualifikationsturniers schaffte es die Fußballakademie am Hauptturnier teilzunehmen, bezwang in diesem im Achtelfinale den Koh Kong FC und scheiterte im nachfolgenden Viertelfinale mit einem Gesamtergebnis von 1:9 gegen National Police Commissary.

### Wechsel zu Boeung Ket Angkor und Nationalteamdebüt
Noch vor dem Aufstieg seiner Mannschaft wechselte der Torwart das Team und transferierte in die Hauptstadt Phnom Penh zu Boeung Ket Angkor, der in den letzten Jahren des Öfteren die Meisterschaft gewonnen hatte. Während sein Ex-Klub, die Bati Youth Football Academy, im Jahr 2019 deutlich unterlegen war und wieder den Weg in die Zweitklassigkeit antreten musste, schaffte er es mit seinem neuen Klub im Endklassement immerhin auf den vierten Tabellenplatz. Wesentlich erfolgreicher agierte die Mannschaft im Hen Sun Cup 2019, in dem es Boeung Ket Angkor bis ins Finale schaffte und dort im Elfmeterschießen Preah Khan Reach Svay Rieng aus Svay Rieng besiegte. Für Boeung Ket Angkor war es der erste Pokaltitel seit der Gründung des Wettbewerbs im Jahr 2007. Das Spieljahr 2020 war weitestgehend von der COVID-19-Pandemie geprägt. Nachdem der Spielbetrieb nach der fünften Runde für knapp vier Monate unterbrochen worden war, wurde die Liga im abgeänderten Format bis zur 13. Runde fortgesetzt. Danach traten die ersten sechs Mannschaften, zu denen auch Boeung Ket Angkor als Erstplatzierter gehörte, in einem Meister-Play-off gegeneinander an, wobei hingegen die letzten sieben Mannschaften in ein Relegations-Play-off mussten. In den Play-offs setzte sich der Torwart mit seinem Team knapp gegen die Konkurrenz durch und wurde am Ende ungeschlagen Meister der höchsten kambodschanischen Fußballliga.

## Nationalmannschaftskarriere
Erstmals in der A-Nationalmannschaft seines Heimatlandes stand der Torwart im Alter von 17 Jahren im Juni 2017, als er von Leonardo Vitorino für ein Freundschaftsspiel gegen Indonesien in den Nationalkader geholt wurde. Bei der 0:2-Niederlage seines Heimatlandes blieb er uneingesetzt auf der Ersatzbank. Danach dauerte es knapp zwei Jahre, ehe er sein Debüt im Nationalteam gab, als er am 9. März 2019 bei einer 0:1-Niederlage in einem freundschaftlichen Länderspiel gegen Bangladesch über die vollen 90 Minuten das Tor seiner Mannschaft hütete. Kurz nach seinem Länderspieldebüt nahm er mit der kambodschanischen U-23-Auswahl an der Qualifikation zur U-23-Asienmeisterschaft teil und absolvierte dabei alle drei Gruppenspiele seines Heimatlandes. Punktegleich mit der U-23 von Chinese Taipei, aber mit einer minimal besseren Tordifferenz beendete er mit Kambodscha die Qualifikation auf dem dritten Platz in der Gruppe H, was das vorzeitige Aus bedeutete. Anlässlich der AFC-Qualifikation zur Weltmeisterschaft 2022 wurde der junge Torhüter ein weiteres Mal ins A-Nationalteam geholt. Dabei gehörte er im dritten, vierten und fünften Qualifikationsspiel der Mannschaft an, kam jedoch nicht von der Ersatzbank aus zum Einsatz. Im dritten Qualispiel ereilte die Mannschaft die bislang höchste Niederlage in ihrer Geschichte – ein 0:14-Debakel gegen den Iran. Mit seinem Heimatland rangiert er bis dato (Stand: 7. April 2021) abgeschlagen auf dem fünften und damit letzten Gruppenplatz. Ende des Jahres 2019 trat er mit der U-22- bzw. U-23-Mannschaft beim Fußballturnier der Südostasienspiele 2019 in Erscheinung und schaffte es mit Kambodscha immerhin auf den vierten Platz.
Bereits 2018 hatte er mit der U-19-Auswahl Kambodschas an der AFF U-19-Juniorenmeisterschaft 2018 teilgenommen.

## Erfolge
mit Boeung Ket Angkor
- 1× Sieger des Hen Sun Cups: 2019
- 1× Meister der Cambodian League: 2020